# Tethya burtoni
Tethya burtoni är en svampdjursart som beskrevs av Sarà 2004. Tethya burtoni ingår i släktet Tethya och familjen Tethyidae.
Artens utbredningsområde är havet kring Nya Zeeland. Inga underarter finns listade i Catalogue of Life.